# ريتشارد سوكوتا باسو
ريتشارد سوكوتا باسو (بالألمانية: Richard Sukuta-Pasu)‏ (24 يونيو 1990 فوبرتال ألمانيا - ) هو لاعب كرة قدم ألماني، يلعب كمهاجم.

## وصلات خارجية
ريتشارد سوكوتا باسو على موقع الاتحاد الدولي (مؤرشف)  (الإنجليزية)
- ريتشارد سوكوتا باسو على موقع دوري كوريا الجنوبية (الإنجليزية)
- ريتشارد سوكوتا باسو على موقع قاعدة بيانات كرة القدم.إي يو (الإنجليزية)
- ريتشارد سوكوتا باسو على موقع بيانات كرة القدم. دي إي (الألمانية)
- ريتشارد سوكوتا باسو على موقع Soccerway.com (الإنجليزية)
- ريتشارد سوكوتا باسو على موقع عالم كرة القدم.نت (الإنجليزية)